# 班丹蓄水池站
班丹蓄水池站（英語：Pandan Reservoir Station，代號：JE7）是新加坡地鐵裕廊區域線上的車站，位于新加坡本岛裕廊東规划区。车站预计将于2028年启用。